# Nagykürtösi járás

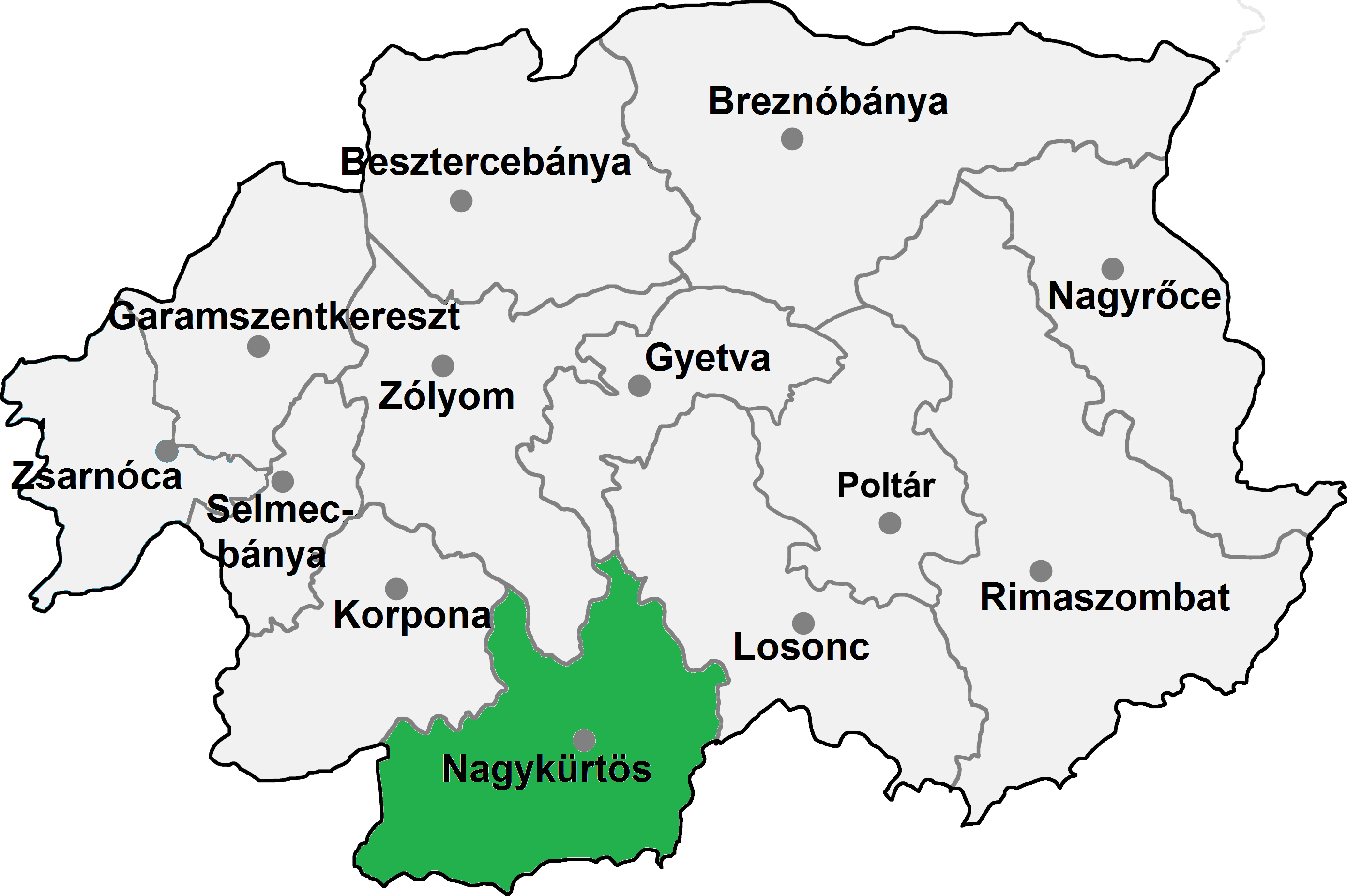
A Nagykürtösi járás

A Nagykürtösi járás (Okres Veľký Krtíš) Szlovákia Besztercebányai kerületének közigazgatási egysége. Területe 849 km², lakosainak száma 46 741 (2001), székhelye Nagykürtös (Veľký Krtíš). Lakosságának 27.4 százaléka, azaz 12 823 személy magyar nemzetiségű. A járás területe felerészben (északon és keleten) az egykori Nógrád vármegye területe volt, a másik fele (nyugaton) Hont vármegyéhez tartozott. A járás déli részén él a legtöbb magyar, főként a Nógrádi-medencében.

## Népessége
| Év:            | 1994.  | 2004.   | 2014.   | 2024.   |
| -------------- | ------ | ------- | ------- | ------- |
| Emberek száma: | 46 941 | 46 462  | 44 826  | 40 598  |
| Eltérés:       |        | -1,02 % | -3,52 % | -9,43 % |

| Év:            | 2023.  | 2024.   |
| -------------- | ------ | ------- |
| Emberek száma: | 40 900 | 40 598  |
| Eltérés:       |        | -0,73 % |

## A Nagykürtösi járás települései
| No. | Településnév (magyarul) | Településnév (szlovákul) | Terület (km²) | Népesség (2011, fő) | Magyar nemzetiségűek száma (2011) | Százalék |
| --- | ----------------------- | ------------------------ | ------------- | ------------------- | --------------------------------- | -------- |
| 1   | Alsóesztergály          | Dolné Strháre            | 17,7          | 179                 | 2                                 | 1,12%    |
| 2   | Alsópalojta             | Dolné Plachtince         | 9,88          | 609                 |                                   | 0%       |
| 3   | Alsósztregova           | Dolná Strehová           | 21,25         | 1045                | 3                                 | 0,29%    |
| 4   | Alsózellő               | Malé Zlievce             | 9,07          | 291                 | 10                                | 3,44%    |
| 5   | Apafalva                | Opava                    | 11,76         | 126                 |                                   | 0%       |
| 6   | Apátújfalu              | Opatovská Nová Ves       | 9,15          | 719                 | 394                               | 54,8%    |
| 7   | Bátorfalu               | Bátorová                 | 5,94          | 362                 | 59                                | 16,3%    |
| 8   | Borosznok               | Brusník                  | 7,76          | 105                 | 0                                 | 0%       |
| 9   | Bussa                   | Bušince                  | 12,52         | 1451                | 429                               | 29,57%   |
| 10  | Csalár                  | Čeláre                   | 12,52         | 479                 | 149                               | 31,1%    |
| 11  | Csall                   | Čelovce                  | 36,87         | 438                 |                                   | 0%       |
| 12  | Csáb                    | Čebovce                  | 16,21         | 1063                | 704                               | 66,23%   |
| 13  | Dacsókeszi              | Kosihovce                | 20,69         | 606                 | 162                               | %        |
| 14  | Dacsólám                | Dačov Lom                | 24,54         | 414                 |                                   | %        |
| 15  | Ebeck                   | Obeckov                  | 10,88         | 499                 | 4                                 | %        |
| 16  | Erdőmeg                 | Záhorce                  | 17,98         | 677                 | 30                                | %        |
| 17  | Érújfalu                | Závada                   | 9,61          | 519                 |                                   | %        |

- Fehérkút (Príbelce)
- Felsőesztergály (Horné Strháre)
- Felsőpalojta (Horné Plachtince)
- Felsősztregova (Horná Strehová)
- Felsőzellő (Veľké Zlievce)
- Galábocs (Glabušovce)
- Gyürki (Ďurkovce)
- Hartyán (Chrťany)
- Inám (Dolinka)
- Ipolybalog (Balog nad Ipľom)
- Ipolyharaszti (Chrastince)
- Ipolyhídvég (Ipeľské Predmostie)
- Ipolykér (Kiarov)
- Ipolykeszi (Kosihy nad Ipľom)
- Ipolynagyfalu (Veľká Ves nad Ipľom)
- Ipolynyék (Vinica)
- Ipolyszécsényke (Sečianky)
- Ipolyvarbó (Vrbovka)
- Kékkő (Modrý Kameň)
- Kelenye (Kleňany)
- Kiscsalomja (Malá Čalomija)
- Kishalom (Malé Straciny)
- Kiskürtös (Malý Krtíš)
- Kislibercse (Ľuboriečka)
- Kóvár (Koláre)
- Kőkeszi (Kamenné Kosihy)
- Középpalojta (Stredné Plachtince)
- Kürtösújfalu (Nová Ves)
- Leszenye (Lesenice)
- Lukanénye (Nenince)
- Magasmajtény (Hrušov)
- Mikszáthfalva (Sklabiná)
- Nagycsalomja (Veľká Čalomija)
- Nagyhalom (Veľké Straciny)
- Nagykürtös (Veľký Krtíš)
- Nagylám (Veľký Lom)
- Nógrádszenna (Senné)
- Nógrádszentpéter (Pôtor)
- Óvár (Olováry)
- Paróca (Pravica)
- Rárósmúlyad (Muľa)
- Sirak (Širákov)
- Süllye (Šuľa)
- Száraznyírjes (Suché Brezovo)
- Szécsénykovácsi (Kováčovce)
- Szelény (Seľany)
- Szuhány (Sucháň)
- Terbegec (Trebušovce)
- Tótgyarmat (Slovenské Ďarmoty)
- Tótkelecsény (Slovenské Kľačany)
- Tótkisfalu (Vieska)
- Veres (Červeňany)
- Zobor (Zombor)
- Zsély (Želovce)

## Oktatás
A 2024/25-ös év alapiskolai statisztikája. 
|                     | Tanév 2024/25 Alapiskola |          |        |
| Település           | Össz                     | Magyarul | %      |
| Nagykürtösi járás   | 2919                     | 327      | 11,2%  |
| Nagykürtös környéke | 1365                     | 327      | 24,0%  |
| Bussa               | 238                      | 0        | 0,0%   |
| Felsőzellő          | 76                       | 0        | 0,0%   |
| Rárosmulyad         | 20                       | 0        | 0,0%   |
| Csáb                | 195                      | 29       | 14,9%  |
| Ipolybalog          | 124                      | 124      | 100,0% |
| Ipolynyék           | 120                      | 120      | 100,0% |
| Magasmajtény        | 114                      | 0        | 0,0%   |
| Lukanénye           | 128                      | 32       | 25,0%  |
| Nagycsalomja        | 159                      | 0        | 0,0%   |
| Szklabonya          | 26                       | 0        | 0,0%   |
| Zsély               | 143                      | 0        | 0,0%   |
| Ipolyvarbó          | 22                       | 22       | 100,0% |
| Alsósztregova       | 214                      | 0        | 0,0%   |
| Kékkő               | 121                      | 0        | 0,0%   |
| Nagykürtös          | 1196                     | 0        | 0,0%   |